# Афонский, Владимир Игорьевич
Влади́мир И́горьевич Афо́нский (р. 1966) — депутат Государственной Думы VI и VII созывов. Член думского комитета по транспорту и строительству. Член фракции «Единая Россия». Кандидат педагогических наук. Председатель Совета «Тульского землячества» в Москве. Известен также как футболист и футбольный тренер.

## Биография
Родился 10 октября 1966 года в Косой Горе (ныне Тула). В 1989 году окончил ТГПИ имени Л. Н. Толстого.
В 2006 году получил высшее образование во Всероссийском заочном финансово-экономическом институте.
В 2010 году окончил РАГС.
В 1980—90-х годах выступал за команды из Тулы, Болохова и Косой Горы в первенстве Тульской области по футболу. С 1999 по 2004 год работал начальником команды, тренером (в том числе главным), техническим и генеральным директором в тульском ФК «Арсенал».
С 2004 депутат областного законодательного собрания Тулы, возглавил комиссию по информационной политике, позже работал заместителем председателя комитета по здравоохранению и социальной политике, стал председателем комитета. В следующем созыве областной думы работал заместителем председателя комитета по бюджету и налогам.

### Депутат Госдумы
4 декабря 2011 года избран депутатом Госдумы РФ шестого созыва по партийному списку «Единой России». Был заместителем председателя Комитета Госдумы по вопросам собственности. Разработал и продвигал ряд ключевых законов в интересах железнодорожной отрасли России.
18 сентября 2016 года избран депутатом Госдумы РФ седьмого созыва в Тульской области по Новомосковскому одномандатному избирательному округу № 184.

## Законотворческая деятельность
С 2011 по 2019 год, в течение исполнения полномочий депутата Государственной Думы VI и VII созывов, выступил соавтором 195 законодательных инициатив и поправок к проектам федеральных законов.

## Награды
- Медаль ордена «За заслуги перед Отечеством» II степени (13 октября 2014 года) — за активную законотворческую деятельность и многолетнюю добросовестную работу[5].
- Благодарность Правительства Российской Федерации (20 июля 2019 года) — за большой вклад в развитие российского парламентаризма и активную законотворческую деятельность[6].